# كيلين وينسلو الثاني
كيلين وينسلو الثاني (بالإنجليزية: Kellen Winslow II)‏ هو لاعب كرة قدم أمريكية أمريكي، ولد في 21 يوليو 1983 في سان دييغو في الولايات المتحدة.

## وصلات خارجية
- كيلين وينسلو الثاني على موقع مرجع كرة القدم المحترفة.كوم (الإنجليزية)